# الرياضيات والفن

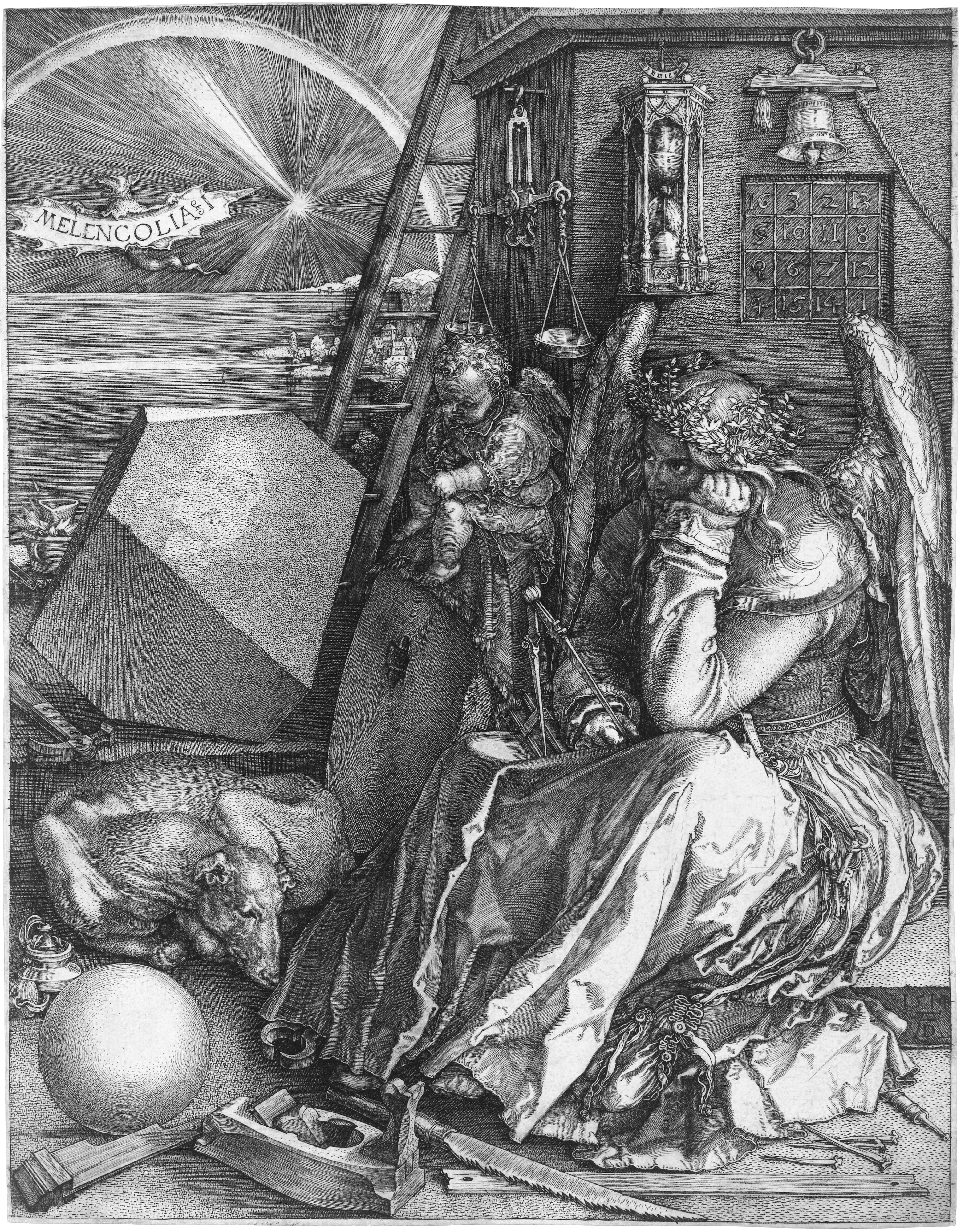

يرتبط الفن والرياضيات بطرق مختلفة، وُصفت الرياضيات بذاتها على أنها فنٌ يُحفزه الجمال. يمكن تمييز الرياضيات في الفنون مثل الموسيقى والرقص والرسم والعمارة والنحت والمنسوجات. تُركز هذه المقالة على الرياضيات في الفنون البصرية.
ترتبط الرياضيات والفن بعلاقة تاريخية طويلة، إذ استخدم الفنانون الرياضيات منذ القرن الرابع قبل الميلاد عندما كتب النحات اليوناني بوليكليتوس الكانون الخاص به واصفًا النسب الناتجة عن النسبة 1: 2√ للعري الذكوري المثالي. وُضعت المطالبات الشعبية المستمرة لاستخدام النسبة الذهبية في الفن والعمارة القديمين دون دليل يُعتمد عليه. في عصر النهضة الإيطالي، كتب لوكا باسيولي كتابه المؤثر «النسبة الذهبية» عام 1509، مُرفقًا بصور من رسم ليوناردو دافينشي، عن استخدام النسبة الذهبية في الفن. طور رسام إيطالي آخر هو بييرو ديلا فرانسيسكا أفكار إقليدس عن المنظور في كتب مثل دي بروسبيكتيفا بينجيندي وفي رسوماته. أشار النقاش ألبريخت دورير إلى العديد من الإشارات إلى الرياضيات في عمله ميلنكوليا الأولى. في العصر الحديث، استخدم الفنان الغرافيكي م. سي. إيشر بشكل مكثف الفسيفساء والهندسة الزائدية بمساعدة عالم الرياضيات ه. إس. م. كوكيستر، بينما تبنت حركة دي ستايل بقيادة ثيو فان دوسبرغ وبيت موندريان بشكل واضح الأشكال الهندسية. ألهمت الرياضيات فنون الغزل والنسيج مثل تضريب اللحف والحياكة والكروس ستيتش والكروشيه والتطريز والنسيج وصناعة السجاد التركي وغيرها وكذلك الكليم. في الفن الإسلامي، التماثل واضح في أشكال متنوعة مثل الجيري الفارسي والبلاط الزليجي المغربي وواجهات جالي المغولية المثقوبة وإنشاء القبب المقرنصة واسعة الانتشار.
أثرت الرياضيات بشكل مباشر على الفن من خلال الأدوات المفاهيمية مثل المنظور الخطي وتحليل التناظر والأجسام الرياضية مثل الأشكال متعددة الوجوه وشريط موبيوس. صنع ماغنوس فينينغر أشكالًا نجمية متعددة الوجوه ملونة، في الأصل بصفتها نماذجًا للتدريس. يمكن رؤية المفاهيم الرياضية مثل التعاودية والمفارقة المنطقية في لوحات لرينيه ماغريت وفي النقوش التي صنعها م. سي. إيشر. يستفيد الفن الحاسوبي، غالبًا، من الهندسة الكسيرية بما في ذلك مجموعة ماندلبروت، ويستكشف أحيانًا أشياء رياضية أخرى مثل الأتمتة الخلوية. حاجج الفنان ديفيد هوكني، بشكل جدلي، بأن فنانين من عصر النهضة وما تبعهم استخدموا كاميرا لوسيدا (الغرفة اللامعة) لرسم تمثيل دقيق للمشاهد؛ وجادل المعماري فيليب ستيدمان بالمثل أن فيرمير استخدم الحجرة المظلمة في لوحاته المميزة بشكل ملحوظ.
تشمل العلاقات الأخرى بين الرياضيات والفن التحليل الخوارزمي للأعمال الفنية بواسطة التحليل الطيفي للأشعة السينية والاكتشاف بأن الباتيك (طريقة صباغة) التقليدي من مناطق مختلفة من جاوة تملك أبعاد كسيرية مميزة ومحفزات لأبحاث الرياضيات وخاصة نظرية فيليبو برونيلتشي للمنظور والتي أدت في النهاية إلى هندسة جيرارد ديسارجويز الإسقاطية. ترى النظرة المستمرة، القائمة بشكل أساسي على فكرة فيثاغورس للتناغم في الموسيقى، أن كل شيء يُرتب من خلال رقم، وأن الله هو مقياس العالم، وبالتالي فإن هندسة العالم مقدسة، كما يظهر في الأعمال الفنية مثل كتاب ويليم بليك «قديم الأيام».

## الأصول: من اليونان القديمة إلى عصر النهضة
كان بوليكليتوس الأكبر (450-420 قبل الميلاد) نحاتًا يونانيًا من مدرسة آرغوس ومعاصرًا لفيدياس. تتألف تماثيله وأعماله من البرونز بشكل أساسي وكانت تُمثل الرياضيين. وفقًا للفيلسوف وعالم الرياضيات زينوقراط، يُعد بوليكليتوس أحد أهم نحاتي الكلاسيكية القديمة لعمله على تمثال دوريفوروس وتمثال هيرا الموجودين في معبد هيراريون آرغوس. ربما لا تكون منحوتاته بشهرة منحوتات فيدياس ولكنها مُحببة أكثر. في الكانون الذي كتبه بوليكليتوس يوجد مقال مُصمم لتوثيق النسب التشريحية المثالية للعري الذكوري. يُعطينا بوليكليتوس نهجًا رياضيًا لنحت الجسم البشري.
استخدم بوليكليتوس السلاميات القصوى للخنصر بصفتها نموذجًا أساسيًا لتحديد نسب الجسم البشري، ضرب بوليكليتوس طول السلاميات القصوى بالجذر التربيعي للعدد 2 للحصول على طول السلامية الثانية وضرب الطول مرةً ثانية بالجذر التربيعي للعدد 2 للحصول على طول السلامية الثالثة. في المرحلة التالية أخذ طول الإصبع وضربه بالجذر التربيعي للعدد 2 للحصول على طول الكف من قاعدة الإصبع باتجاه الزند. تقدمت هذه السلسلة الجيومترية من القياسات حتى شكل بوليكليتوس الذراع والصدر والجسم وما بعدها.
يُعد الكانون الذي كتبه بوليكليتوس ذو تأثير مهم في فن النحت الإغريقي الكلاسيكي والروماني وعصر النهضة، إذ تبعت عدة منحوتات توصيفات بوليكليتوس. بينما لم تنجُ أي من أعمال بوليكليتوس الأصلية، تُظهر النسخ الرومانية من أعماله مثاليته حول الكمال الجسدي والدقة الرياضية. يُحاجج بعض العلماء أن الفكر الفيثاغوري أثر على الكانون الذي كتبه بوليكليتوس. يُطبق الكانون المفاهيم الرياضية الأساسية للهندسة الإغريقية مثل النسبة والتناسب والسميترا (النسب المتناغمة) ويحولها إلى نظام قادر على وصف الإنسان من خلال سلسلة من المتواليات الهندسية المستمرة.

## المنظور والنسبة
في الأزمنة الكلاسيكية، بدلاً من جعل الأشكال البعيدة أصغر بمنظور خطي، حجّم الرسامون الأجسام والأشكال وفقًا لأهميتها الموضوعاتية. في العصور الوسطى، استخدم بعض الفنانين المنظور المعاكس للتأثير الخاص. وصف عالم الرياضيات المسلم الحسن ابن الهيثم نظرية البصريات في كتابه «كتاب البصريات» عام 1021، لكنه لم يطبقها أبدًا على الفن. شهد عصر النهضة ولادة جديدة للثقافة والأفكار اليونانية والرومانية، من بينها دراسة الرياضيات لفهم الطبيعة والفنون. قاد دافعان رئيسيان الفنانين في أواخر العصور الوسطى وعصر النهضة نحو الرياضيات. أولًا، يحتاج الرسامون إلى معرفة كيفية تصوير المشاهد ثلاثية الأبعاد على قماش ثنائي الأبعاد. ثانيًا، كان الفلاسفة والفنانين على حد سواء مقتنعين بأن الرياضيات هي الجوهر الحقيقي للعالم المادي وأن الكون كله، بما في ذلك الفنون، يمكن تفسيره بمصطلحات هندسية.
وصلت المبادئ الأولية للمنظور مع جيوتو (7/1266 - 1337)، الذي حاول رسم بالمنظور باستخدام طريقة جبرية لتحديد موضع الخطوط البعيدة. في عام 1415، أظهر المعماري الإيطالي فيليبو برونيليشي وصديقه ليون باتيستا ألبرتي الطريقة الهندسية لتطبيق المنظور في فلورنسا، باستخدام مثلثات مماثلة كما صاغها إقليدس لإيجاد الارتفاع الواضح للأجسام البعيدة. فُقدت لوحات برونليسكي المنظورية، ولكن لوحة ماساشيو للثالوث المقدس توضح مبادئه في العمل.
كان الرسام الإيطالي باولو أوشيلو (1397–1475) مفتونًا بالمنظور، مثلما يتضح في لوحاته عن معركة سان رومانو (حوالي 1435-1460). تتموضع الأشكال المكسورة بشكل ملائم على طول خطوط المنظور.
مثل الرسام بييرو ديلا فرانشيسكا (حوالي 1415-1492) هذا التحول الجديد في تفكير عصر النهضة الإيطالية. وكان خبيرًا في الرياضيات والجيولوجيا، وكتب كتبًا عن هندسة المجسمات والمنظور، بما في ذلك حول منظور للرسم وكتاب المعداد وعن المجسمات المنتظمة. يُطلق المؤرخ فاساري في كتابه «حياة الرسامين» على بييرو أعظم مهندس في عصره، أو ربما على مر العصور. يمكن رؤية اهتمام بييرو في المنظور في لوحاته بما في ذلك مذبح بيرغويا، ومذبح سان أوغستينو وجلد المسيح. أثر عمله في الهندسة على علماء الرياضيات والفنانين اللاحقين بما في ذلك لوكا باشولي في عمله عن النسبة الذهبية وليوناردو دافنشي. درس بييرو الرياضيات الكلاسيكية وأعمال أرخميدس، كان يدرس الحساب التجاري في مدارس المعداد. تُنسق كتاباته مثل الكتب المدرسية في المعداد، ربما بما في ذلك كتاب ليوناردو بيسانو (فيبوناتشي) المنشور عام 1202 ليبر أباتشي (كتاب الحساب). قُدِّم المنظور الخطي إلى العالم الفني، وأوضح ألبرتي في كتابه «عن الرسم» 1435: «الأشعة الضوئية تنتقل في خطوط مستقيمة من نقاط في المشهد المرصود إلى العين، وتشكل نوعًا من الهرم باعتبار العين رأسًا لذلك الهرم». تُعد اللوحة المبنية بمنظور خطي عبارة عن مقطع عرضي لهذا الهرم.